# Chiloplectus andrassyi
Chiloplectus andrassyi är en rundmaskart. Chiloplectus andrassyi ingår i släktet Chiloplectus, och familjen Plectidae. Arten är reproducerande i Sverige.